# 維索科皮利亞 (赫爾松州)
維索科皮利亞（羅馬化：Vysokopillia）是烏克蘭南部赫爾松州别里斯拉夫区維索科皮利亞市鎮内的镇及其行政中心。始建於1869年，面積5.73平方公里，2013年人口4,344，人口密度每平方公里758.64人。
2022年3月，當地被俄羅斯佔領。9月4日，當地被烏軍收復。